# Dykkeren
Dykkeren – duński okręt podwodny z początku XX wieku. Jednostka została zwodowana 18 czerwca 1909 roku we włoskiej stoczni FIAT-San Giorgio w La Spezii, a w skład Kongelige Danske Marine wcielono ją 3 października 1909 roku. „Dykkeren” został zatopiony nieopodal Bergen 9 października 1916 roku, w wyniku kolizji z norweskim parowcem „Vesla”. Okręt został podniesiony, wycofany z czynnej służby w czerwcu 1917 roku i złomowany w roku następnym.

## Projekt i budowa
Stworzony na zamówienie Danii przez inż. Cesarego Laurentiego projekt okrętu podwodnego „Dykkeren” stanowił pomniejszoną wersję jednostek typu Glauco i „Foca”. Okręt zbudowany został w stoczni FIAT-San Giorgio w La Spezii, uznanej za przodujący zakład w tego typu produkcji. Duńczycy postawili konkretne wymagania: jednostka miała rozwijać 11 węzłów na powierzchni i 7,25 węzła w zanurzeniu; promień operacji przy prędkości maksymalnej miał wynosić minimum 18,5 mili, a 75 mil przy prędkości ekonomicznej wynoszącej 7 węzłów. Niewielki zasięg uznano za wystarczający ze względu na charakterystykę duńskiego wybrzeża.
Stępkę położono 9 września 1908 roku, a wodowanie odbyło się 18 lipca 1909 roku. Już w dwie godziny po wodowaniu okręt przepłynął ze stoczni do portu używając własnego napędu. Od 28 lipca do 20 sierpnia trwały próby odbiorcze przed duńską komisją, zakończone w pełni pomyślnie, jako że osiągi przewyższyły wartości zamówione. 25 sierpnia jednostka wyruszyła ze Spezzii holowana przez szwajcarski statek „Valkyrien” w rejs do Kopenhagi, dokąd dotarła 13 września.

## Dane taktyczno-techniczne
„Dykkeren” był niewielkim, przybrzeżnym okrętem podwodnym. Długość całkowita wynosiła 34,7 metra, szerokość 3,3 metra i zanurzenie 2,2 metra . Wyporność normalna w położeniu nawodnym wynosiła 105 ton, a w zanurzeniu 132 tony . Okręt napędzany był na powierzchni przez dwa silniki benzynowe FIAT o łącznej mocy 400 KM. Napęd podwodny zapewniały dwa silniki elektryczne o łącznej mocy 210 KM. Dwa wały napędowe obracające dwiema śrubami umożliwiały osiągnięcie prędkości 12 węzłów na powierzchni i 7,5 węzła w zanurzeniu. Zasięg wynosił 100 Mm przy prędkości 8 węzłów w położeniu nawodnym oraz 40 Mm przy prędkości 4 węzły w zanurzeniu.
Okręt wyposażony był w dwie stałe dziobowe wyrzutnie torped kalibru 450 mm, bez torped zapasowych .
Załoga okrętu składała się z 9 oficerów, podoficerów i marynarzy.

## Służba
„Dykkeren” został wcielony do służby w Kongelige Danske Marine 3 października 1909 roku . Początkowo jednostka borykała się z wieloma problemami technicznymi (m.in. z przekładniami), które zostały usunięte w stoczni Orlogsværftet w Kopenhadze. W kwietniu 1913 roku jednostka otrzymała numer taktyczny 1. 9 października 1916 roku nieopodal Bergen „Dykkeren” został staranowany i zatopiony przez norweski parowiec „Vesla”. Okręt został później podniesiony, po czym w czerwcu 1917 roku skreślony z listy floty. Jednostka została złomowana w 1918 roku.